# لاریسا خورولت
لاریسا خورولت (انگلیسی: Larysa Khorolets؛ زادهٔ ۲۵ اوت ۱۹۴۸ – ۱۲ آوریل ۲۰۲۲) بازیگر، نمایشنامه‌نویس و سیاستمدار و مدیر فرهنگی و معلم آکادمیک اوکراینی بود. او از سال ۱۹۷۳ تا ۱۹۹۰ در تئاتر ملی درام آکادمیک ایوان فرانکو بازی کرد. او از اوت ۱۹۹۱ به عنوان وزیر فرهنگ اتحاد جماهیر شوروی سوسیالیستی اوکراین خدمت کرد و پس از استقلال اوکراین در اواخر همان سال، تا سال ۱۹۹۲ در این سمت بود. وی همچنین مدیریت فرهنگی، خدمات دیپلماتیک و تدریس دانشگاهی را برعهده داشت.